# James Thompson (roddare)
James Thompson, född den 18 november 1986 i Kapstaden i Sydafrika, är en sydafrikansk roddare.
Han tog OS-guld i lättvikts-fyra utan styrman i samband med de olympiska roddtävlingarna 2012 i London.